# Силы специальных операций Российской Федерации
Си́лы специа́льных опера́ций (ССО) — структурное формирование Вооружённых сил Российской Федерации (ВС России), формирование которого началось в 2009 году в ходе масштабной реформы Вооружённых сил Российской Федерации (2008—2020).

## Задачи и цели
ССО ВС России — высокоподвижная, специально обученная, технически оснащённая, хорошо экипированная армейская группировка сил Министерства обороны Российской Федерации (Минобороны России), предназначенная для выполнения специальных задач с целью защиты интересов России (при необходимости, с применением военной силы) как внутри страны, так и за рубежом, как в мирное время, так и в военное время, находящаяся в постоянной и высокой готовности к немедленному применению.

Минобороны России определяет термин «специальная операция» следующим образом:
Специальные операции войск (сил) — совокупность согласованных по целям, задачам, месту и времени специальных действий войск (сил), проводимых по единому замыслу и плану для достижения определённых целей. Специальные действия войск (сил) — мероприятия, проводимые специально назначенными, организованными, подготовленными и оснащёнными силами, применяющими не характерные для обычных сил методы и способы боевых действий (разведывательно-диверсионные, подрывные, контртеррористические, контрдиверсионные, контрразведывательные, партизанские, антипартизанские и другие действия).

## История формирования ССО ВС России
Журналист Игорь Маслов писал, что одним из авторов идеи Сил специальных операций был генерал-лейтенант Михаил Береговой, предлагавший объединить все подразделения специального назначения под единым командованием для проведения спецопераций, но эта идея не получила поддержки от верховного командования. Позже её развивал полковник спецназа ГРУ Владимир Квачков, однако после ареста Квачкова наработки якобы были уничтожены.
5 марта 1999 года на берегу озера Сенеж в Московской области был создан 322-й центр подготовки специалистов ГРУ (в/ч 92154), позже данное формирование стало известно как Центр специального назначения «Сенеж».
По словам того же Маслова, необходимость в наличии ССО появилась после войны в Грузии на фон опыта подавления элементов грузинской ПВО (ходили слухи, что подавлением занимались подчинённые Сулиму Ямадаеву бойцы). Вскоре руководство одобрило проект создания особой структуры для борьбы против терроризма, получивший рабочее название «Федеральная служба специальных операций».
В 2009 году в ходе реформы Вооружённых сил России на базе Центра специального назначения «Сенеж» было создано Управление специальных операций, подчинённое лично начальнику Генерального штаба ВС России. В начале 2012 года по инициативе начальника Генерального штаба Макарова Н. Е. Управление специальных операций было развёрнуто в Командование сил специальных операций (КССО), с последующими планами увеличения ССО до девяти бригад специального назначения (СпН) и параллельным ростом численности бригад СпН окружного подчинения. Основой для подготовки бойцов стал опыт офицеров спецназа ГРУ.
6 марта 2013 года начальник Генерального штаба ВС России Герасимов В. В. объявил о начале создания сил специальных операций. Выступая перед военными атташе иностранных государств в Москве, он сказал: «Изучив практику формирования, подготовки и применения сил специальных операций ведущих государств мира, руководство Минобороны России также приступило к их созданию… Создано соответствующее командование, которое занимается плановой работой и выполняет мероприятия плана подготовки Вооружённых сил… Уже разработан комплект руководящих документов, определяющих направления развития, способы подготовки и применения этих сил».
15 марта 2013 года, по сообщениям российских СМИ, в подмосковном посёлке Кубинка-2 началось создание Центра специального назначения Минобороны России, рассчитанное примерно на пятьсот контрактников-спецназовцев.
В конце апреля 2013 года на горных полигонах Приэльбрусья в Кабардино-Балкарской Республике, расположенных на высоте 4 500 метров, подразделения ССО провели тактико-специальные учения, в ходе которых были отработаны действия по переброске одного из подразделений ССО военно-транспортной и армейской авиацией, десантированию групп и груза ССО в район назначения.
Одним из создателей и первым командиром российских ССО был полковник Мартьянов О. В., в настоящее время член коллегии Военно-промышленной комиссии Российской Федерации.
В 2014—2015 годах ССО возглавлял генерал-майор (с 2015 года — генерал-лейтенант) Дюмин А. Г.
Личный состав подразделений ССО формируется исключительно из военнослужащих, проходящих службу по контракту.

## Некоторые операции ССО
- Борьба с сомалийскими пиратами.
- Проведение контртеррористических спецопераций на Северном Кавказе.
- С 2015 года подразделения Сил специальных операций ВС России используются в военной операции России в Сирии для наведения российской авиации на цели, а также для уничтожения руководителей незаконных вооружённых формирований в тылу противника[15][16]. B марте 2016 года стало известно о гибели вблизи Пальмиры одного из офицеров ССО России, А. А. Прохоренко, выполнявшего боевую задачу в ходе операции по освобождению города от боевиков организации «Исламское государство»: во избежание попадания в плен к боевикам он был вынужден вызвать огонь на себя[17].
- Подразделения ССО в 2016 году участвовали в освобождении Алеппо[18].
- 2 марта 2017 года Пальмира была повторно освобождена от боевиков ИГ. Операцию спланировали и руководили ею российские военные инструкторы. Основной вклад в освобождение Пальмиры внесли российская авиация и ССО[19].
- Весной 2017 года в провинции Алеппо группа ССО из 16 человек, находясь в непосредственной близости к линии фронта, занималась установлением зданий, удерживаемых противником, опорных пунктов, бронетехники, складов с боеприпасами и маршрутов передвижения. Вся информация передавалась для корректировки авиаударов. Группа была обнаружена и приняла бой против 300 боевиков. Старший группы был удостоен звания Героя России, ещё три офицера награждены орденами[20].
- 11 декабря 2017 года подразделения ССО обеспечивали безопасность пребывания президента России Владимира Путина на авиабазе Хмеймим. Особые группы ССО прикрывали наиболее опасные направления с моря. За образцовое выполнение данной задачи военнослужащим была объявлена благодарность президента России[21].
- Весной 2022 года 561й Аварийно спасательный центр ССО совместно с ОСПН ПДСС и 388м Морским Разведывательным Пунктом Черноморского Флота участвовал в боях за Мариуполь

## День сил специальных операций
Ежегодно, 27 февраля, начиная с 2015 года, в России отмечается «День сил специальных операций». Этот памятный день установлен Указом Президента Российской Федерации В. В. Путина № 103 от 26 февраля 2015 года «Об установлении Дня сил специальных операций».
Инициатива установления новой памятной даты, именуемой в народе как «День вежливых людей», возникла после многочисленных обращений российских граждан к депутатам Комитета по обороне Государственной думы.
В тексте президентского указа об установлении этой праздничной даты её обоснование отсутствует, однако официальная «Российская газета» связала этот памятный день с событиями, произошедшими 27 февраля 2014 года в Крыму: 

«…Почему Днём сил специальных операций выбрано 27 февраля, хотя дата создания ССО совсем другая? Вспомните, что и где происходило год назад. И чем тогда всё завершилось…»
«Российская газета» напомнила также, что выражение «вежливые люди» по отношению к российским военнослужащим родилось весной 2014 года, перед аннексией Крыма. Согласно позиции России, после победы Майдана и отстранения от власти президента Украины Виктора Януковича, возник риск передачи крымской гавани под базирование военно-морского флота стран НАТО. Поэтому все стратегические объекты в Крыму были заняты неизвестными людьми в камуфляжной форме без опознавательных знаков и знаков различия. Они не вступали в разговоры с представителями СМИ, при этом вели себя «очень вежливо» по отношению к местному населению.
Впоследствии, 16 марта 2014 года, «вежливые люди», по словам Владимира Путина, «обеспечивали условия для свободного волеизъявления» крымчан, чтобы «помочь людям выразить своё мнение» на референдуме о статусе Крыма. Об этих событиях президент России подробно рассказал в документальном фильме Андрея Кондрашова «Крым. Путь на Родину», премьера которого состоялась 15 марта 2015 года на телеканале «Россия 1».
Ряд иностранных средств массовой информации также связали эту новую российскую памятную дату с российской аннексией Крыма.

## Снаряжение
Российские ССО используют вооружение и снаряжение как отечественного, так и иностранного производства. Однако данное вооружение всегда проходит глубокую модернизацию под нестандартные требования с использованием оборудования разных производителей. Таким образом повышаются характеристики и уровень комфорта при обращении с оружием.

## Санкции
16 декабря 2022 года, на фоне вторжения России на Украину, Силы специальных операций Российской Федерации внесены в санкционный список всех стран Евросоюза так как «они приняли участие в агрессивной войне России против Украины. Следовательно, они несут ответственность за действия, которые подрывают или угрожают территориальной целостности, суверенитету и независимости Украины».
Также Силы специальных операций Российской Федерации внесены в санкционный список Швейцарии.

## Признание заслуг
2 декабря 2017 года безымянной горе высотой 3939 метров, расположенной на хребте Соудор на территории Ирафского района Республики Северная Осетия-Алания, присвоено наименование «гора сил Специальных Операций» (координаты 42°50,1’ северной широты, 43°45,1’ восточной долготы).

## Структура
- Командование сил специальных операций
  - Центр специального назначения «Сенеж»
  - Гвардейский центр специального назначения «Кубинка-2»[33][34]
  - 561-й аварийно-спасательный центр
  - Центр подготовки специалистов[6]

## Руководители
- полковник Олег Викторович Мартьянов (2009—2013)
- генерал-лейтенант Алексей Геннадьевич Дюмин (2014—2015)
- генерал-лейтенант Александр Анатольевич Матовников (2015—2018)
- генерал-майор Валерий Иванович Флюстиков (2018—н. в.)

## Герои России
- Портнягин, Денис Олегович
- Байкулов, Вадим Владимирович
- Дюмин, Алексей Геннадьевич
- Матовников, Александр Анатольевич
- Прохоренко, Александр Александрович (посмертно)
- Гойняк, Алексей Николаевич (посмертно)
- Емельянов, Данила Анатольевич
- Синявский, Максим Викторович

## В культуре
- Песня Алексея Коркина «Работает ССО»[35]